# Subviraje y sobreviraje
El subviraje y sobreviraje son términos de la dinámica del vehículo que se utilizan para describir la sensibilidad de un vehículo al girar. El sobreviraje es lo que ocurre cuando un automóvil gira más de lo intencionado por el conductor. Por el contrario, el subviraje es lo que ocurre cuando un automóvil gira menos de lo intencionado por el conductor.

## Condiciones límite
Cuando un vehículo con subviraje se lleva al límite de agarre de los neumáticos, donde ya no es posible aumentar la aceleración lateral, el vehículo seguirá una trayectoria con un radio mayor al previsto. Aunque el vehículo no puede aumentar la aceleración lateral, es dinámicamente estable.
Cuando un vehículo con sobreviraje se lleva al límite de agarre de los neumáticos, se vuelve dinámicamente inestable con tendencia a voltearse. Aunque el vehículo es inestable en el control de circuito abierto, un conductor experto puede mantener el control más allá del punto de inestabilidad contravolanteando y haciendo un uso adecuado del acelerador o incluso los frenos; la práctica continuada de esto se suele denominar drift .